# Aghireșu
Aghireșu (Hongaars: Egeres, Duits: Erldorf, oudere Roemeense naam: Şoriceni) is een gemeente in Cluj. Aghireșu ligt in de regio Transsylvanië, in het westen van Roemenië. 
De gemeente ligt ten westen van Cluj-Napoca en bestaat uit de 11 volgende kernen:
Aghireșu (Egeres), Aghireșu-Fabrici (Egeres-gyártelep), Arghișu (Argyas), Băgara (Bogártelke), Dâncu (Dank), Dorolțu (Nádasdaróc), Inucu (Inaktelke), Leghia (Jegenye), Macău (Mákófalva), Ticu (Forgácskút) and Ticu-Colonie (Ferencbánya)

## Demografie
Volgens de census van 2002 vormden de Roemenen 55,25% van de bevolking, gevolgd door de Hongaren met 40,84% en Roma met 3,82%.
In 2011 had de gemeente 7 116 inwoners waarvan de Roemenen met 3 694 personen (53,7%) waren en de Hongaren met 2 615 personen (38,0%). Ook waren er 512 Roma (circa 9% van de bevolking).

### Hongaarse gemeenschap
De gemeente maakt onderdeel uit van de etnisch Hongaarse streek Kalotaszeg. De volgende dorpen hebben een Hongaarse meerderheid:
- Băgara / Bogártelke had in 2011 401 inwoners waarvan 342 Hongaren (88,8%).
- Dorolţu / Nádasdaróc had in 2011 96 inwoners waarvan 93 Hongaren (97,9%).
- Inucu / Inaktelke had in 2011 370 inwoners waarvan 364 Hongaren (99,5%)
- Leghia / Jegenye had in 2011 497 inwoners waarvan 475 Hongaren (98,5%).
- Macău / Mákófalva had in 2011 640 inwoners waarvan 596 Hongaren (94,2%).

In de grootste kern van de gemeente qua inwonertal (Aghireşu-Fabrici/Egeresgyártelep) woonden 565 Hongaren in 2011 (18,4% van de bevolking)
Naast de kerkgemeenschappen in de Hongaarse dorpen hebben Makófalva, Bogártelke en Egeresgyártelep Hongaarstalige scholen. 
Steden met gemeentestatus: Cluj-Napoca · Turda · Câmpia Turzii · Dej · Gherla

Stad zonder gemeentestatus: Huedin

Gemeenten: Aghireșu · Aiton · Aluniș · Apahida · Așchileu Mare · Baciu · Băișoara · Beliș · Bobâlna · Bonțida · Borșa · Buza · Căianu · Călățele · Cămărașu · Căpușu Mare · Cășeiu · Cătina · Câțcău · Ceanu Mare · Chinteni · Chiuiești · Ciucea · Ciurila · Cojocna · Cornești · Cuzdrioara · Dăbâca · Feleacu · Fizeșu Gherlii · Florești · Frata · Gârbău · Geaca · Gilău · Iara · Iclod · Izvoru Crișului · Jichișu de Jos · Jucu · Luna · Măguri-Răcătău · Mănăstireni · Mărgău · Mărișel · Mica · Mihai Viteazu · Mintiu Gherlii · Mociu · Moldovenești · Negreni · Pălatca · Panticeu · Petreștii de Jos · Ploscoș · Poieni · Râșca · Recea-Cristur · Săcuieu · Săndulești · Săvădisla · Sânncraiu · Sânmartin · Sânpaul · Someșeni · Sic · Suatu · Tritenii de Jos · Tureni · Țaga · Unguraș · Vad · Valea Ierii · Viișoara · Vultureni